# Mr. Moto und die geheimnisvolle Insel
Mr. Moto und die geheimnisvolle Insel (Originaltitel: Mr. Moto in Danger Island) ist ein Kriminalfilm aus dem Jahr 1939 von  Herbert I. Leeds. Innerhalb der achtteiligen Reihe über den von Peter Lorre dargestellten japanischen Detektiv Mr. Kentaro Moto ist dies der siebte Film der Reihe. Die Figur des Mr. Moto basiert auf der von John P. Marquand geschaffenen Figur; die Geschichte des Films orientiert sich an dem Roman Murder in Trinidad von John W. Vandercook.

## Handlung
Mr. Moto erhält den Auftrag, einen Diamantenschmugglerring in Puerto Rico zu zerschlagen. Kurz vor seiner Ankunft freundet er sich mit dem Ringer Twister an und fingiert einen Krankheitsanfall. Als die Schmuggler versuchen, ihn im Krankenwagen zu entführen, ist klar, dass die Bande von Mr. Motos Auftrag erfahren hat. Die Spur führt nun in geheimnisvolle Sümpfe, in denen der Geist eines alten Piraten umgehen soll. Um das Vertrauen der Banditen zu erringen, behauptet Mr. Moto, in Wahrheit ein Gangster zu sein.

## Kritik
Der Film erhielt gemischte Kritiken; der deutsche Filmdienst schrieb dazu: „Der Meisterdetektiv erhält einen ulkigen amerikanischen Catcher als Assistenten, wodurch das schwache siebte Abenteuer der Krimiserie aber auch keinen Pfiff erhält.“

## Hintergrund
Vandercooks Geschichte wurde bereits 1934 verfilmt (Murder in Trinidad, Regie: Louis King) und diente in der Folge auch als Vorlage für den geplanten Charlie-Chan-Film Charlie Chan at Trinidad, der aber aufgrund des unerwarteten Todes von Chan-Darsteller Warner Oland 1938 nicht mehr gedreht werden konnte. Daraufhin wurde das Drehbuch kurzfristig als Mr.-Moto-Film umgeschrieben. Nach Mr. Moto und der Wettbetrug war dies also bereits der zweite Mr.-Moto-Fall, der ursprünglich für Charlie Chan vorgesehen gewesen war.